# Clearblue
Clearblue — основная торговая марка компании SPD Swiss Precision Diagnostics GmbH, под которой выпускаются потребительские продукты для диагностики на дому, такие как тесты на беременность, тесты на овуляцию и мониторы фертильности. Товары под брендом Clearblue продаются в 47 странах. Бренд появился в Великобритании в 1985 году.

## История продукта

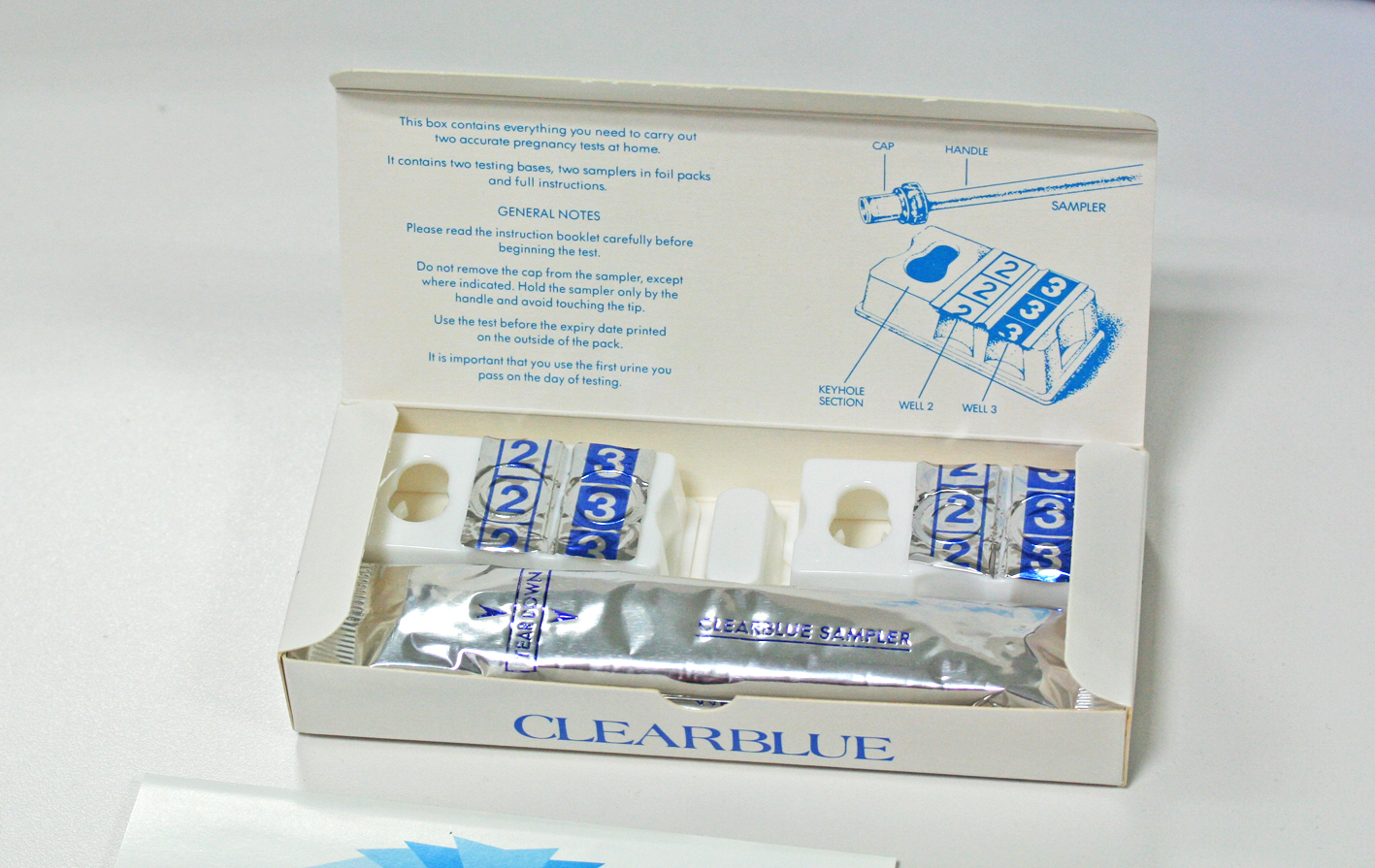
Тест на беременность Clearblue, 1985 год.

В 1985 году Unilever выпустила первые тесты на беременность под маркой Clearblue. Тест давал результат за 30 минут и позволял женщине сделать предварительный тест прежде, чем идти к врачу. Тест состоял из трёхступенчатого процесса с использованием щупа и маленького подноса.
В 1988 году Clearblue запустил первый одношаговый тест с новой технологией бокового сдвига. Этот одношаговый тест сначала давал результат за 3 минуты, затем в 1996 году Clearblue представил тест на беременность на дому, который давал результат за 1 минуту. В 2003 году Clearblue выпустил первый одобренный в FDA цифровой тест на беременность, который показывал результат словами «беременна» или «не беременна» на ЖК экране.

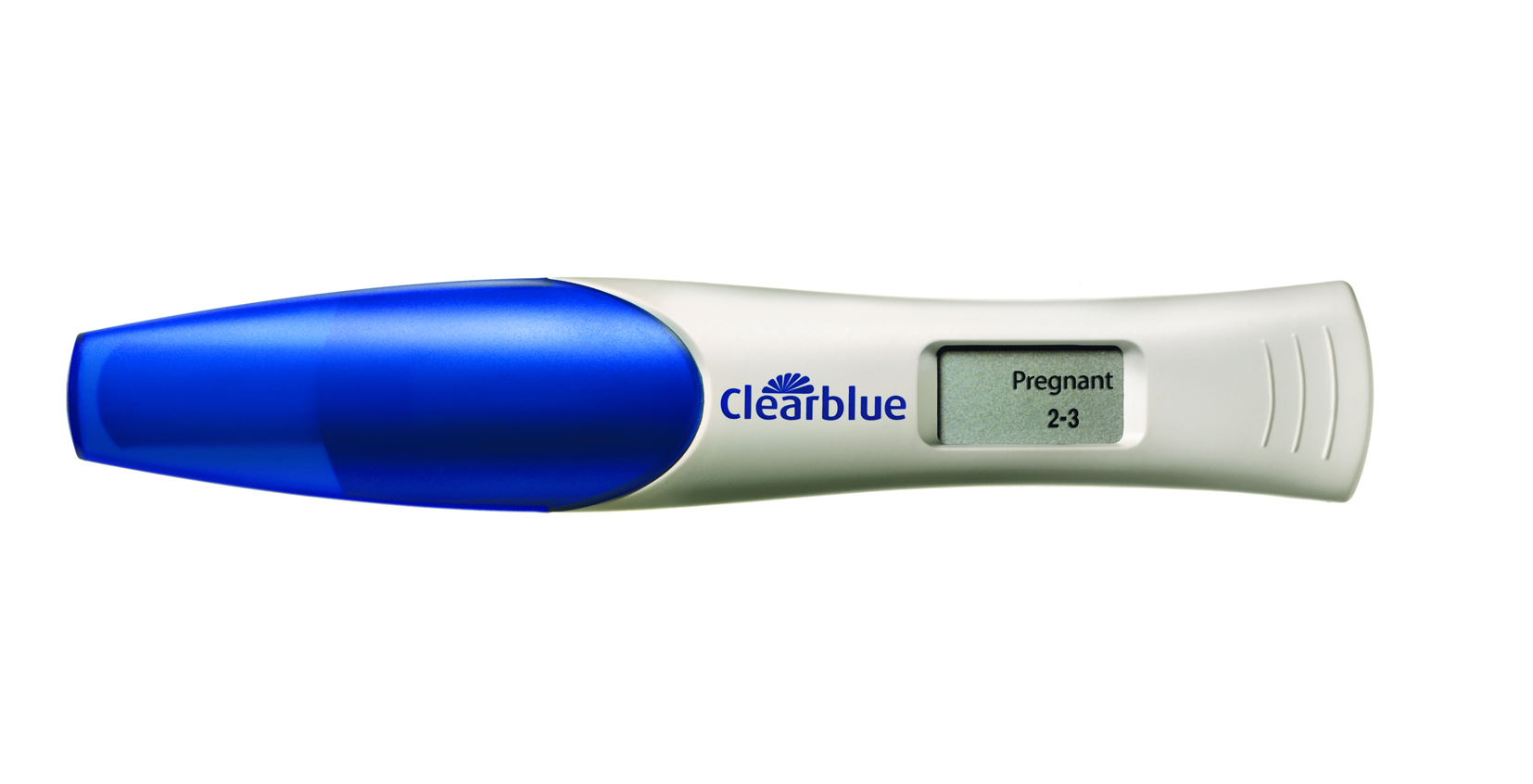
Продвинутый тест Clearblue с цифровым индикатором срока.

В 2008 году, Clearblue выпустил цифровой тест беременность Clearblue с индикатором срока беременности. Этот тест на беременность, показал время с момента, когда происходило зачатие (1-2, 2-3 или больше, чем 3 недель) вместе с результатом беременности. Этот тест был выпущен в Европе в 2008 году и в США в августе 2013 года под названием «Clearblue Advanced Digital Pregnancy Test with Weeks Estimator» («Передовой Clearblue цифровой тест на беременность с указанием срока беременности.»)
Clearblue также начал выпуск домашних диагностических тестов на овуляцию и фертильность, которые были призваны помочь женщинам определить благоприятные для зачатия дни и повысить их шансы забеременеть.
В 1989 году Clearblue выпустил первый одношаговый тест на овуляцию на дому, чтобы женщины смогли измерить их рост Лютеинизирующий Гормон (ЛГ), чтобы определить их самые благоприятные для зачатия дни. В 1999 году бренд выпустил первый в мире двойной гормон-монитор, который позволял женщинам измерить эстрон3-глюкуронида (эстрогена) в сочетании с ЛГ. Компания создала первый цифровой тест на овуляцию в 2004 году. В 2013 году компания также начала предлагать тест на овуляцию, определяющий два гормона — эстроген и ЛГ.

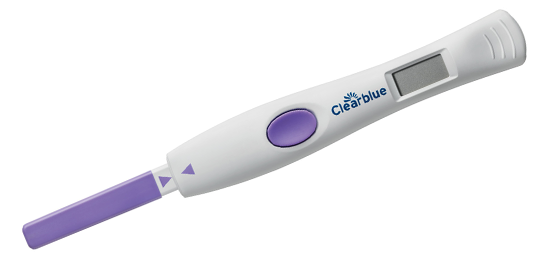
Тест на овуляцию Clearblue (два гормона).

В 2012 году Clearblue выиграл Red Dot Design Award в категории дизайн продукта с его Clearblue Plus тестом на беременность. Цифровой тест овуляции Clearblue был в 2011 году платиновым победителем в Prima Baby Reader Awards.
Clearblue поддерживает программу Flight for Every Mother Ltd — гуманитарный проект во главе с доктором Софией Вебстером, которая отправилась в Африку улучшать здоровье матерей.

## SPD Swiss Precision Diagnostics GmbH
Unipath — дочерняя компания Unilever, занимающаяся диагностикой и тест-системами, была продана Inverness Medical Innovations Group в 2001 году, и позже переименована в ALERE. С 2007 года товары под маркой Clearblue производятся и распространяются SPD Swiss Precision Diagnostics GmbH, представляющей собой совместное предприятие компаний Procter & Gamble и Головной офис компании находится в Женеве, Швейцария. Кроме Clearblue компания также производит диагностические тесты под другими торговыми марками: Accu-Clear, Fact Plus (тест на беременность), Clearplan и PERSONA (монитор).

## Исследовательский центр Clearblue

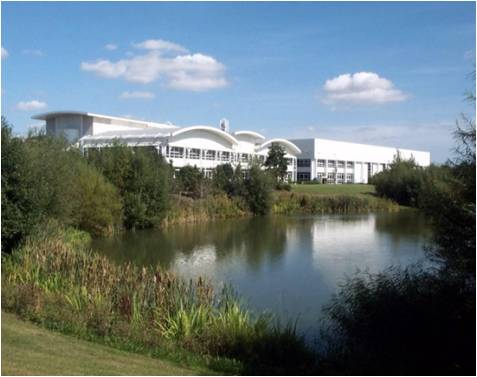
Clearblue Research Center

Институт исследовании и развития Clearblue находится в Бедфорде (Великобритания) и насчитывает более 130 человек. В течение последних 25 лет исследовательский центр провёл более 100 клинических испытаний.